# Inna Europa z Tsiprasem

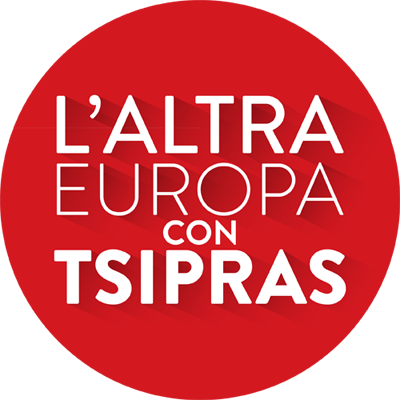
Logo Innej Europy z Tsiprasem

Inna Europa z Tsiprasem (wł. L'Altra Europa con Tsipras) – włoska koalicja wyborcza, skupiająca indywidualnych kandydatów oraz ugrupowania polityczne o profilu komunistycznym i socjalistycznym.
Przed wyborami europejskimi w 2014 grupa lewicowych intelektualistów na czele z Andreą Camillerim opublikowała apel wzywający do utworzenia we Włoszech listy wyborczej wspierających kandydaturę greckiego polityka Aleksisa Tsiprasa na przewodniczącego Komisji Europejskiej. Koncepcja zyskała poparcie włoskiej skrajnej lewicy, w tym głównych partii tego nurtu – Lewicy, Ekologii, Wolności i Odrodzenia Komunistycznego. Na ogłoszonej liście wyborczej znaleźli się również przedstawiciele środowisk dziennikarskich, pisarze, ludzie kultury i środowisk akademickich (m.in. Curzio Maltese, Moni Ovada, Ermanno Rea, Barbara Spinelli). W wyniku głosowania z 25 maja 2014 Inna Europa otrzymała 4,03% głosów, co przełożyło się na 3 mandaty w Parlamencie Europejskim VIII kadencji.